# Шевченково (Тернопольская область)
Шевченково (укр. Шевченкове) — село в Подволочисской поселковой общине Тернопольского района Тернопольской области Украины.
Население по переписи 2001 года составляло 153 человека. Почтовый индекс — 47830. Телефонный код — 3543.

## История
В 1946 г. Указом ПВС УССР село Яцивцы переименовано в Шевченково.
До 2020 года входило в Подволочисский район.